# Гриневська Ізабелла Аркадіївна
Ізабелла Аркадіївна Гриневська (уроджена Бейла Фрідберг) ( 3 травня 1864 року - 15 жовтня 1944 року, Ленінград) - російський та єврейський драматург, прозаїк, поетеса, перекладачка, публіцист. Публікувала художню прозу на їдиші, вірші, п'єси, переклади та публіцистику писала російською мовою.

## Біографія
Ізабелла Гриневська - дочка єврейського письменника Авраама Фрідберга (1838-1902) Навчалася в Маріїнській гімназії в Гродно, потім у Санкт-Петербурзі на Бестужевських курсах. У 1880 році вперше вийшла заміж - за журналіста Олександра Гриневського.
Після розлучення з Гриневським у 1886 вийшла заміж за єврейського письменника Мордхая Спектора (1858-1925), засновника журналу «Дер хойз-фрайнд», в якому вона дебютувала як прозаїк. Наступного року переїхала з чоловіком до батька у Варшаву, де і цей шлюб розпався.
Пізніше почала писати також російською та польською мовами.
На початку 1890-х років Гриневська деякий час жила в Одесі, а з 1894 року і до кінця життя - в Петербурзі (Володимирський проспект (Санкт-Петербург) Володимирський проспект), будинок 10, квартира 32 ). Мала доньку. Грала на сцені (під псевдонімом.
У 1915 році виступала з власною антрепризою. У 1916 році за її сценарієм було знято фільм «Гра випадку».
Після революції Гриневська Ізабелла виступала з лекціями, працювала над організацією різноманітних ленінградських театральних студій. З 1926 року - персональна пенсіонерка.
На початку червня, у липні та серпні 1937 року зверталася з клопотаннями до  П. Пєшкової з проханням про допомогу у полегшенні долі заарештованих Катерини Сергіївни та Дмитра Миколайовича Веселовських. З цього ж приводу написала листа начальнику Севвостлага.
Померла в 1944 році.

## Творчість
З 1880-х років почала писати прозові твори. Перша публікація - оповідання "Дер йосем" ("Сирота") в першому номері журналу "Дер хойз-фрайнд" за 1888 (окреме видання - Варшава, 1895). Кар'єра Гриневської як драматурга почалася з одноактної п’єси, дебют якої відбувся 2 квітня 1895 р. в Олександринськомутеатр в Санкт-Петербурзі. За цим послідувала серія одноактних ліричних комедій (Робочий день, Урок танцю, Лист, Вони домовились, Пожежа, Полювання на ведмедів, Лист із села), які виконувались на сценах Імператорських театрів.
Як перекладач Гриневська перекладала на російську мову з польської, німецької, французької, італійської, вірменської і грузинської мов.
В 1897 році письменниця опублікувала переклад на російську мову роману Анжа де Сен-Кантена «Любов у країні магів», давши йому назву «Любов бабіста». Зацікавившись цією темою, Ізабелла Гриневська розпочала роботу над історичною драмою «Баб». Ця п'єса  поставлена в театрі Літературно-художнього товариства в Петербурзі в 1904 році і п'єса «Беха-Улла. Блиск Божий» (СПб, 1912) присвячені засновникам новітніх релігійних вчень сучасності — бабізму і бахаїзму.
Гриневська захопилась цим вченням і згодом стала послідовницею вчення бахаї, можливо, першою в Росії. Настрої напередодні революції 1905 року були сприятливі до демократичного соціального вчення Баба, що, крім літературної якості твори, визначило успіх п'єси і постановки.
У процесі роботи над п'єсою Гриневська вивчала праці істориків і східнознавців. Акценти у п'єсі «Беха-Улла» розвивають ідеї ненасильницького духовного перетворення суспільства.. Бахаулла проголошує себе тим посланцем Бога, про якого пророкував Баб:
```
…Я чую поклик Аллаха.
```

Ідіть усе за мною, встанемо ми з праху.
Я смерті не боюсь! Ходімо, друзі, за Ним!
Аллах кличе — я з Ним, друзі, непереможний!
Ось хмари промайнули. Пройшло, пройшло затемнення -
Там сонце пурпуром та золотом горить.
Я з Ним непереможний. Дивіться: терпіння
Воно мій щит,
Прощення
Мій спис. Любов — мій меч, ось усе
Моє озброєння!

## Паломництва
У 1910 році Гриневська як паломник бахаї вирушила в довгу подорож до країн Близького Сходу і в околицях [Олександрія] їй вдалося зустрітися і говорити з Абдул-Баха. Філософ висловив схвалення літературною діяльністю Гриневської і запитав про її бажання. Гриневська відповіла, що хотіла б бачити п'єси «Баб» і «Беха-Улла» перекладеними на німецьку та французьку мову. Абдул-Баха сказав, що її бажання збудуться. Переклад п'єси «Баб» на німецьку мову дійсно існував, але невідомо, чи зберігся. Велась робота і над французьким перекладом (перекладач Гальперіна), щодо долі якого нічого не відомо.
Мандруючи Сходом, письменниця вела у дорозі щоденник, уривки з якого періодично з'являлися в петербурзьких і одеських газетах. Цей нарис, загальним обсягом понад 500 сторінок, названий «Подорож у Краї Сонця», був закінчений в 1914 році, але так і не був повністю опублікований.
Не зважаючи на заборону діяльності груп бахаї в Радянській Росії вже починаючи з кінця 1920-х років, ленінградська домашня адреса Гриневської відкрито публікувалася як контактна у тридцятих та сорокових роках, аж до смерті Гриневської у 1944 році.